# Essex-Ouest
Pour les articles homonymes, voir Essex (homonymie).
Essex-Ouest fut une circonscription électorale fédérale de l'Ontario, représentée de 1925 à 1968.
La circonscription d'Essex-Est et d'Essex-Ouest a été créée en 1924 lors de la division de la circonscription d'Essex-Nord. Abolie en 1966, elle fut redistribuée parmi Essex, Windsor-Ouest et Windsor—Walkerville.

## Géographie
En 1924, la circonscription de Essex-Ouest comprenait:
- La cité de Windsor
- La ville de Sandwich, Ford City et Walkerville
- Les villages de Riverside, Tecumseh et St. Clair Shores
- Les cantons d'East et West Sandwich

## Députés
1. 1925-1935 — Sidney Cecil Robinson, CON
2. 1935-1945 — Norman A. McLarthy, PLC
3. 1945-1958 — Donald Ferguson Brown, PLC
4. 1958-1962 — Norman L. Spencer, PC
5. 1962-1969 — Herb Gray, PLC

- CON = Parti conservateur du Canada (ancien)
- PC = Parti progressiste-conservateur
- PLC = Parti libéral du Canada